# 淡路国の式内社一覧
淡路国の式内社一覧（あわじのくにのしきないしゃいちらん）は、『延喜式』第9巻・第10巻「神名帳上下」（延喜式神名帳）に記載のある神社、いわゆる「式内社」およびその論社のうち、淡路国に分類されている神社の一覧。
また『延喜式』神名帳の編纂当時に存在したが同帳に記載の無い神社、いわゆる「式外社」についても付記する。

## 式内社
『延喜式』神名帳では、大社2座2社（いずれも名神大社）・小社11座11社の計13座13社を記載。
1）「神名帳」列は、『延喜式 上巻』（大岡山書店、昭和4年、国立国会図書館デジタルコレクション）等における『延喜式』神名帳の記載を基に作成。社名表記は神社史料集成（5を参照）における字体（異体字がある場合には新字体・通用性の高い字体を使用）を基準とした。読みの「-」部分は、「神社」以外で仮名が振られていない部分。「○座」は座数を表し、一座の場合は記載していない。

2）格の「名神大」は名神大社を、「大」は式内大社（名神大社除く）を、「小」は式内小社を意味する。付記は社名とともに記されているもので、一部は「式内社#式内社の社格」を参照。

3）比定社が複数ある場合、最も有力なものを無冠で示し、他の論社には「（論）」を冠した。

4）本来の式内社とは認めがたいものの、式内社を合祀したなどその後継を主張するもの、その他参考の神社には「（参）」を冠した。

| 神名帳                     | 神名帳                  | 神名帳 | 神名帳         | 比定社               | 比定社                     | 比定社     | 集成 |
| 社名                       | 読み                    | 格     | 付記           | 社名                 | 所在地                     | 備考       | 集成 |
| -------------------------- | ----------------------- | ------ | -------------- | -------------------- | -------------------------- | ---------- | ---- |
| 津名郡 9座（大1座・小8座） |                         |        |                |                      |                            |            |      |
| 淡路伊佐奈伎神社           | -イサナキノ             | 名神大 |                | 伊弉諾神宮           | 兵庫県淡路市多賀           | 淡路国一宮 |      |
| 伊勢久留麻神社             | イセクルマノ            | 小     |                | 伊勢久留麻神社       | 兵庫県淡路市久留麻         |            |      |
| 石屋神社                   | イハヤノ                | 小     |                | 石屋神社             | 兵庫県淡路市岩屋           |            |      |
| 築狭神社                   | ツキサノ                | 小     |                | 築狭神社             | 兵庫県洲本市千草甲         |            |      |
| 賀茂神社                   | カモノ                  | 小     |                | （論）賀茂神社       | 兵庫県洲本市上加茂         |            |      |
| 賀茂神社                   | カモノ                  | 小     | （論）賀茂神社 | 兵庫県淡路市生穂     |                            |            |      |
| 由良湊神社                 | ユラノミナトノ          | 小     |                | 由良湊神社           | 兵庫県洲本市由良三丁目     |            |      |
| 志筑神社                   | シチクノ                | 小     |                | （論）志筑神社       | 兵庫県淡路市志筑           |            |      |
| 志筑神社                   | シチクノ                | 小     | （論）熊野神社 | 兵庫県淡路市王子     |                            |            |      |
| 岸河神社                   | キシカハノ              | 小     |                | （論）岸河神社       | 兵庫県洲本市上内膳         |            |      |
| 岸河神社                   | キシカハノ              | 小     | （論）山王神社 | 兵庫県洲本市納       |                            |            |      |
| 河上神社                   | カハカミノ              | 小     |                | （論）河上神社       | 兵庫県洲本市五色町鮎原南谷 |            |      |
| 河上神社                   | カハカミノ              | 小     | （論）河上神社 | 兵庫県淡路市斗之内   |                            |            |      |
| 河上神社                   | カハカミノ              | 小     | （論）河上神社 | 兵庫県淡路市木曽上畑 |                            |            |      |
| 三原郡 4座（大1座・小3座） |                         |        |                |                      |                            |            |      |
| 笶原神社                   | ヤハラノ                | 小     |                | 笶原神社             | 兵庫県南あわじ市八木徳野   |            |      |
| 湊口神社                   | ミナクチノ ミナトクチノ | 小     |                | 湊口神社             | 兵庫県南あわじ市湊里       |            |      |
| 大和大国魂神社             | -クニタマノ             | 名神大 |                | 大和大国魂神社       | 兵庫県南あわじ市榎列上幡多 | 淡路国二宮 |      |
| 久度神社                   | クトノ                  | 小     |                | 久度神社             | 兵庫県南あわじ市神代国衙   |            |      |
| 凡例を表示                 |                         |        |                |                      |                            |            |      |

## 式外社
『延喜式』神名帳の編纂当時に存在したが、同帳に記載の無い神社。